# Eduard Riecke
Eduard Riecke (Stoccarda, 1º  dicembre 1845 – Gottinga, 11 giugno 1915) è stato un fisico tedesco.

## Biografia
Riecke studiò fisica al Politecnico di Stoccarda, presso l'Università di Tubinga e presso l'Università di Gottinga sotto Wilhelm Weber e Friedrich Kohlrausch, dove conseguì il dottorato nel 1871 e poco dopo si qualificò come professore. Nel 1873 fu professore associato e nel 1881 professore ordinario, dal quale rimanette fino alla sua morte.
Condusse esperimenti sulla conduzione elettrica dei metalli, per il quale sviluppò un ulteriore modello di gestione degli elettroni, (originariamente analizzata da Paul Drude).
L'Accademia bavarese delle scienze lo nominò nel 1909 come membro corrispondente. Tra i suoi studenti vi era Johannes Stark.

## Opere
- Physics textbook, 2 vols, Leipzig 1908